# Caibiran
Caibiran est une municipalité des Philippines située dans l'est de la province de Biliran. Elle est divisée en 17 barangays (districts).

## Subdivisions
Les 17 barangays de la municipalité de Caibiran sont :
- Alegria
- Asug
- Bari-is
- Binohangan
- Cabibihan
- Kawayanon
- Looc
- Manlabang
- Caulangohan (Marevil)
- Maurang
- Palanay (Pob.)
- Palengke (Pob.)
- Tomalistis
- Union
- Uson
- Victory (Pob.)
- Villa Vicenta (Mainit)